# 堤町 (前橋市)
堤町（つつみまち）は、群馬県前橋市の地名。郵便番号は371-0003。2013年現在の面積は0.81km2。

## 地理
赤城山南麓の南端に位置し、南北に細長い形をしている。

## 歴史
江戸時代頃からある地名である。宝永年間に上泉村から分村して成立し、前橋藩領だった。

### 年表
- 宝永年間（1704年 - 1711年） - 上泉村から分村する。以後廃藩置県まで前橋藩領[5]。
- 明治22年（1889年）4月1日 - 町村制施行により、堤村は上泉村、江木村、亀泉村、堀之下村、石関村、東片貝村、西片貝村、幸塚村、上沖之郷、下沖之郷、荻窪村、三俣村と合併し南勢多郡桂萱村が成立する。
- 明治29年（1896年）4月1日 - 郡統合（南勢多郡と東群馬郡の統合）により、桂萱村は勢多郡に所属する。
- 昭和29年（1954年）4月1日 - 桂萱村は周辺1町5村（上川淵村、下川淵村、芳賀村、東村、元総社村、総社町）とともに前橋市へ編入され、前橋市堤町となる。
- 平成20年（2008年）6月22日 - 国道17号（上武道路）の国道50号 - 群馬県道3号前橋大間々桐生線 間の開通に伴い、当町に初めて国道が通る事となる。

## 世帯数と人口
2017年（平成29年）8月31日現在の世帯数と人口は以下の通りである。
| 町丁 | 世帯数  | 人口    |
| ---- | ------- | ------- |
| 堤町 | 634世帯 | 1,827人 |

## 小・中学校の学区
市立小・中学校に通う場合、学区は以下の通りとなる。
| 番地 | 小学校               | 中学校             |
| ---- | -------------------- | ------------------ |
| 全域 | 前橋市立桂萱東小学校 | 前橋市立桂萱中学校 |

## 交通

### 鉄道
鉄道駅はない。

### 道路
国道は国道17号、県道は群馬県道76号前橋西久保線が通っている。

## 施設
- 前橋市立桂萱東小学校
- 江木幼稚園 - 昭和33年5月創立[7]。
- 熊野神社- 旧社格は村社[8]。